# Берёзовик (Тихвинский район)
Берёзовик — посёлок в Тихвинском городском поселении Тихвинского района Ленинградской области.

## История
БЕРЕЗОВИК — (Кайвакская казарма обходчиков № 36) лесная сторожка Министерства государственного имущества, дворов — 1, жилых домов — 1, число жителей: 3 м. п., 4 ж. п. (1910 год)

Сторожка административно относилось к Новинской волости 1-го земского участка 1-го стана Тихвинского уезда Новгородской губернии.

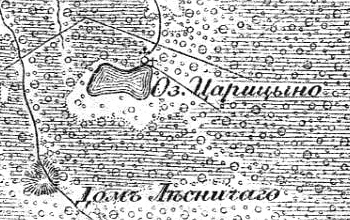
Земли посёлка Берёзовик на карте 1913 года

Согласно карте Петроградской и Новгородской губерний 1913 года на месте современного посёлка Берёзовик находился Дом Лесничего.
Посёлок Березовик учитывается областными административными данными с 1 января 1927 года в Шомушском сельсовете Тихвинского района.

Посёлок Берёзовик на карте 1932 года

Согласно карте Ленинградской области Северо-западного аэрогеодезического треста ГГУ издания 1932 года в посёлке располагались: почтовое отделение, лесной техникум и метеорологическая станция.
В 1961 году население посёлка Березовик составляло 857 человек.
С 1965 года в составе Лазаревичского сельсовета Тихвинского района.
По данным 1966, 1973 и 1990 годов посёлок Берёзовик также входил в состав Лазаревичского сельсовета Тихвинского района.
23 сентября 1992 года решением Малого Совета Леноблсовета № 187 административный центр Лазаревичского сельсовета был перенесён из деревни Стретилово в посёлок Берёзовик.
В 1997 году в посёлке Берёзовик Лазаревичской волости проживали 644 человека, в 2002 году — 641 (русские — 82 %), посёлок являлся административным центром волости.
В 2007 году в посёлке Берёзовик Тихвинского ГП проживали 664 человека, в 2010 году — 381, в 2012 году — 694, в 2025 году — 567 человек.

## География
Посёлок расположен в юго-западной части района на автодороге 41А-009 (Лодейное Поле — Тихвин — Чудово), в месте её пересечения с федеральной автодорогой А114 (Вологда — Новая Ладога).
Расстояние до административного центра поселения — 7 км.
Расстояние до ближайшей железнодорожной станции Тихвин — 6 км.
К северу от посёлка расположено Царицыно озеро. Близ посёлка протекает Пашин ручей.

## Демография
| 1910 | 1961 | 1997 | 2002 | 2007 | 2010 | 2012 |
| ---- | ---- | ---- | ---- | ---- | ---- | ---- |
| 7    | ↗857 | ↘644 | ↘641 | ↗664 | ↘381 | ↗694 |
| 2017 |      |      |      |      |      |      |
| ↘656 |      |      |      |      |      |      |

### Национальный состав
Согласно данным Всероссийской переписи населения 2021 года в посёлке проживал 501 человек, из них:
 русские — 476, армяне — 9, белорусы — 2, вепсы — 2, башкиры — 1, грузины — 1, казахи — 1, латыши — 1, татары — 1, тувинцы — 1, удмурты — 1, украинцы — 1, другие национальности — 1 человек, остальные национальность не указали.

## Памятники истории
В посёлке сохраняется Братская могила советских воинов. Среди других воинов здесь похоронен Герой Советского Союза А. Г. Ястребов (1905—1941).

## Улицы
Александровская, Вербная, Квартальный переулок, Кольцевая, Лесная, Новосёлов, Подгаецкого, Полевой проезд, Ручейная, Рябиновый переулок, Солнечная, Сосновая, Суворовская, Царицынский переулок, Ястребова.